# Perea rodia

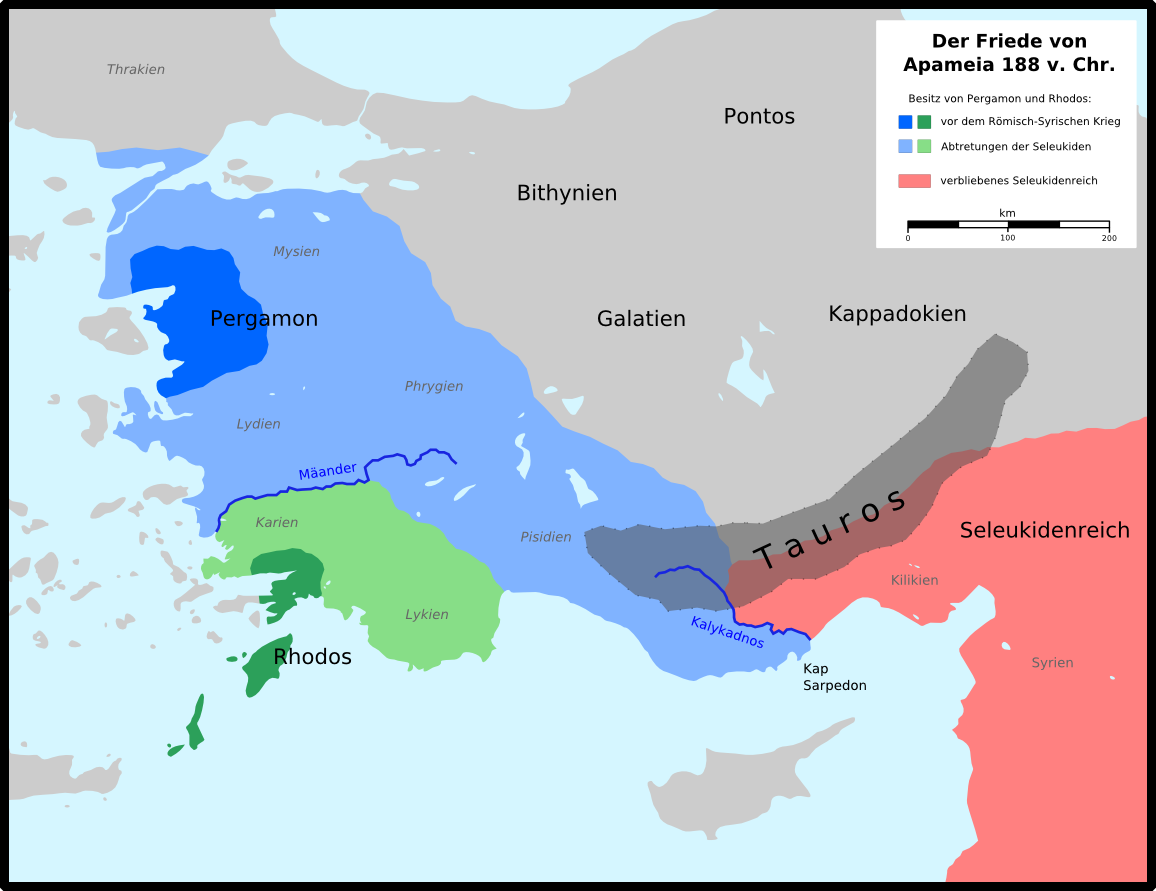
Mapa de Asia Menor después del Tratado de Apamea en 188 a. C. Las posesiones rodias están marcadas en verde (el tono más oscuro corresponde a la extensión anterior al Tratado)

La Perea o Perea rodia  (en griego antiguo: ἡ τῶν Ῥοδίων περαία, lit. 'Perea de los rodios') era el nombre de la costa meridional de la región de Caria en Asia Menor occidental, durante los siglos V a I a. C., cuando la zona estaba controlada y colonizada por la cercana isla de Rodas.
Ya en la época clásica, antes de su sinecismo y de la creación del Estado único de Rodas en 408 a. C., las tres ciudades-estado de Rodas; Lindos, Ialisos y Cámiros, poseían por separado territorio en la parte continental de Asia Menor. Este territorio comprendía la península cnida (pero no Cnido en sí), así como la cercana península de Traquea y su región vecina al este. Al igual que Rodas, estos territorios estaban divididos en demos y sus ciudadanos eran rodios.
Durante el período helenístico, la extensión de Peraia creció con la incorporación de varias regiones vasallas. Alcanzó su mayor extensión tras el Tratado de Apamea en 188 a. C., cuando la totalidad de Caria y Licia al sur del río Menderes quedó bajo el dominio rodio, pero esto duró poco; cuando Rodas se sometió a Roma en 167 a. C., esta región volvió a perderse. Durante este tiempo, la Perea comprendía la parte plenamente incorporada, situada entre Cnido y Cauno, que antes estaba dividida en demes y formaba parte del estado rodiano, y el resto de Caria y Licia, que eran tributarias de Rodas. Rodas conservó una parte de sus antiguos dominios en Asia hasta el 39 a. C., cuando fueron cedidos a Estratonicea. 